# 后里区

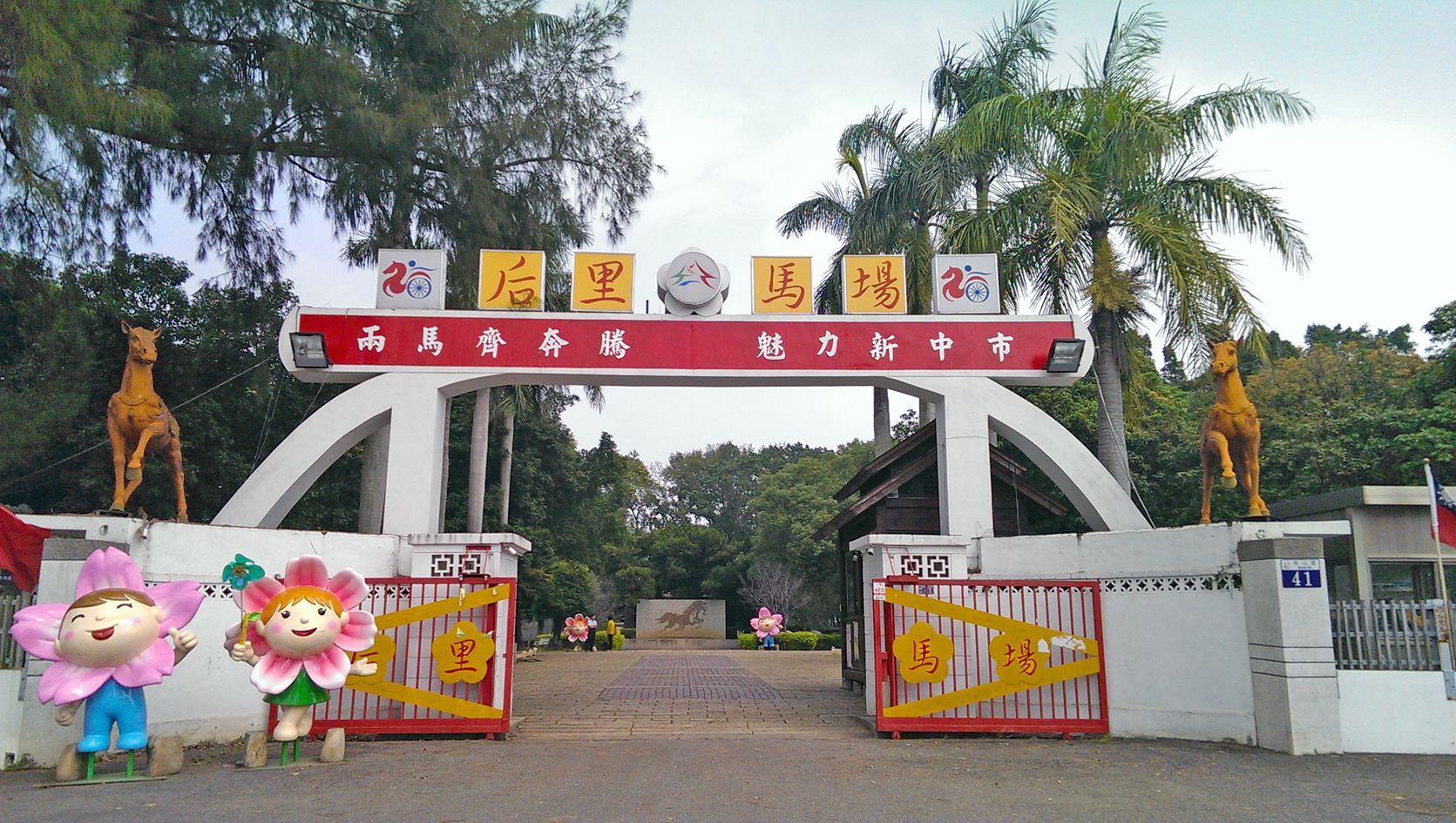
后里馬場

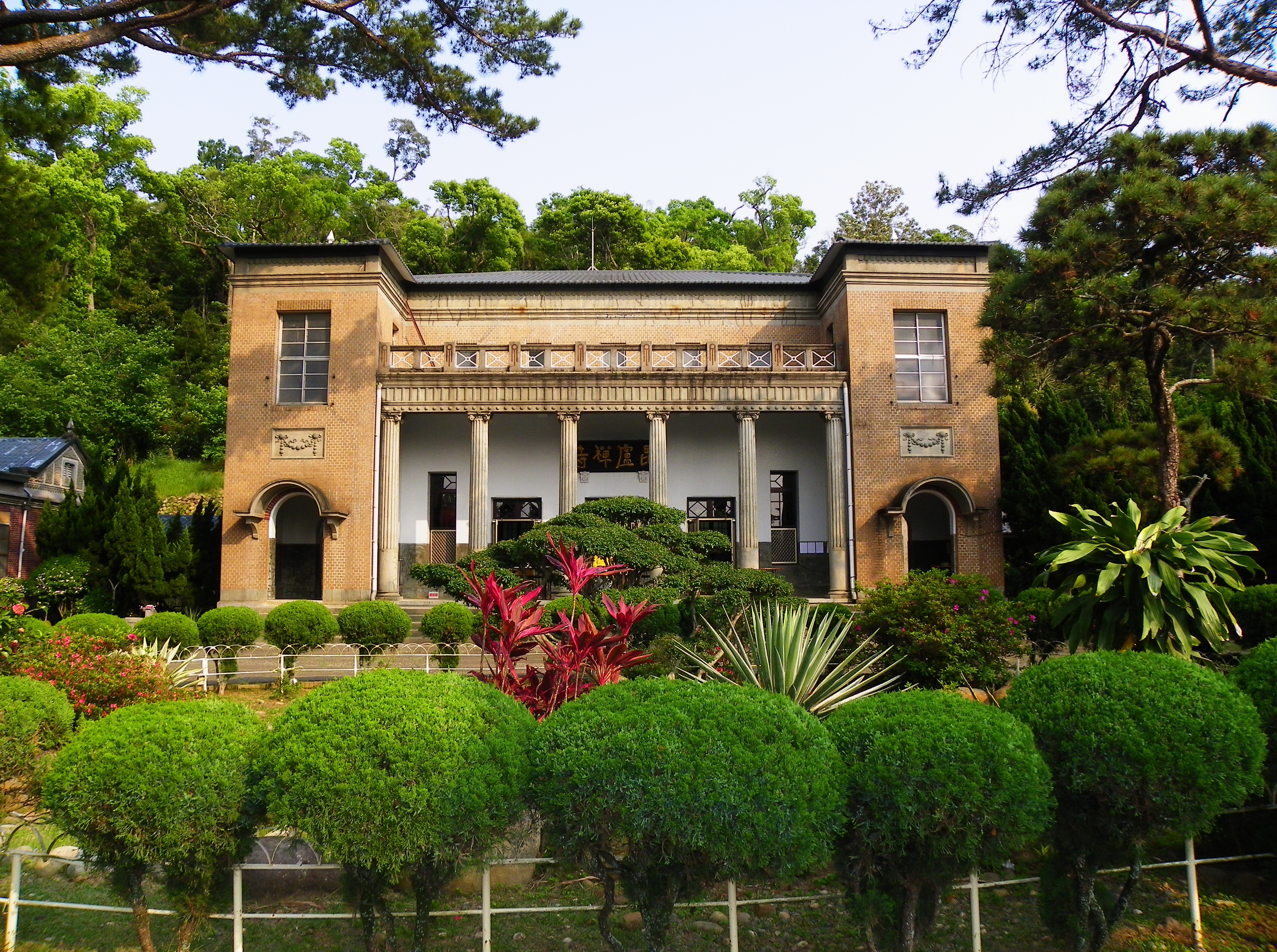
毘盧禅寺

后里区（ホウリー/こうり-く）は、台中市の市轄区。

## 地理
后里区は台中市の北に位置し、北は大安渓を隔てて苗栗県と、南は大甲渓を隔てて神岡区及び豊原区と、西は月眉山に連なり外埔区と、東は埤頭山を隔てて東勢区と接している。区総面積の80%は台地であり、残り20%は丘陵地帯となっている。地形は東北部が海抜300mと高くなっており、南西に向かって下り傾斜となり最低地点は海抜120mである。

## 歴史
后里は古称を「内埔」と称した。元来は拍宰海族（Pazeh）岸裡旧社の居住地であった。后里の地名の由来は初期に入植した漢人集落が原住民の麻薯旧社の背後に位置したことから「后里」と命名されたとされている。清初には后里地区は諸羅県に属していたが、1731年に淡水庁、1887年には苗栗県へと所属が変更された。日本による統治が始まると、1898年に台中県大甲弁務署苗栗三堡に改編され、更に1920年には台中州豊原郡内埔庄と改められた。戦後の1950年に台中県内埔郷と改められたが、屏東県内埔郷と同名であったことから、1955年に后里郷と改称され、2010年12月25日より台中県市の合併・直轄市昇格により后里区となり、現在に至る。

## 行政区
| 里 |
| --- |
| 中和里、仁里里、月眉里、公館里、太平里、后里里、眉山里、厚里里、泰安里、墩北里、墩西里、墩東里、墩南里、義里里、義徳里、広福里、聯合里、旧社里 |

## 歴代区長
| 代 | 氏名 | 任期 |
| -- | ---- | ---- |

## 教育

### 高級中学
- 台中市立后綜高級中学

### 国民中学
- 台中市立后里国民中学
- 台中市立后綜高級中学附属国中部

### 国民小学
- 台中市后里区内埔国民小学
- 台中市后里区后里国民小学
- 台中市后里区月眉国民小学
- 台中市后里区育英国民小学
- 台中市后里区七星国民小学
- 台中市后里区泰安国民小学

### 特殊学校
- 国立台中啓明学校

## 交通

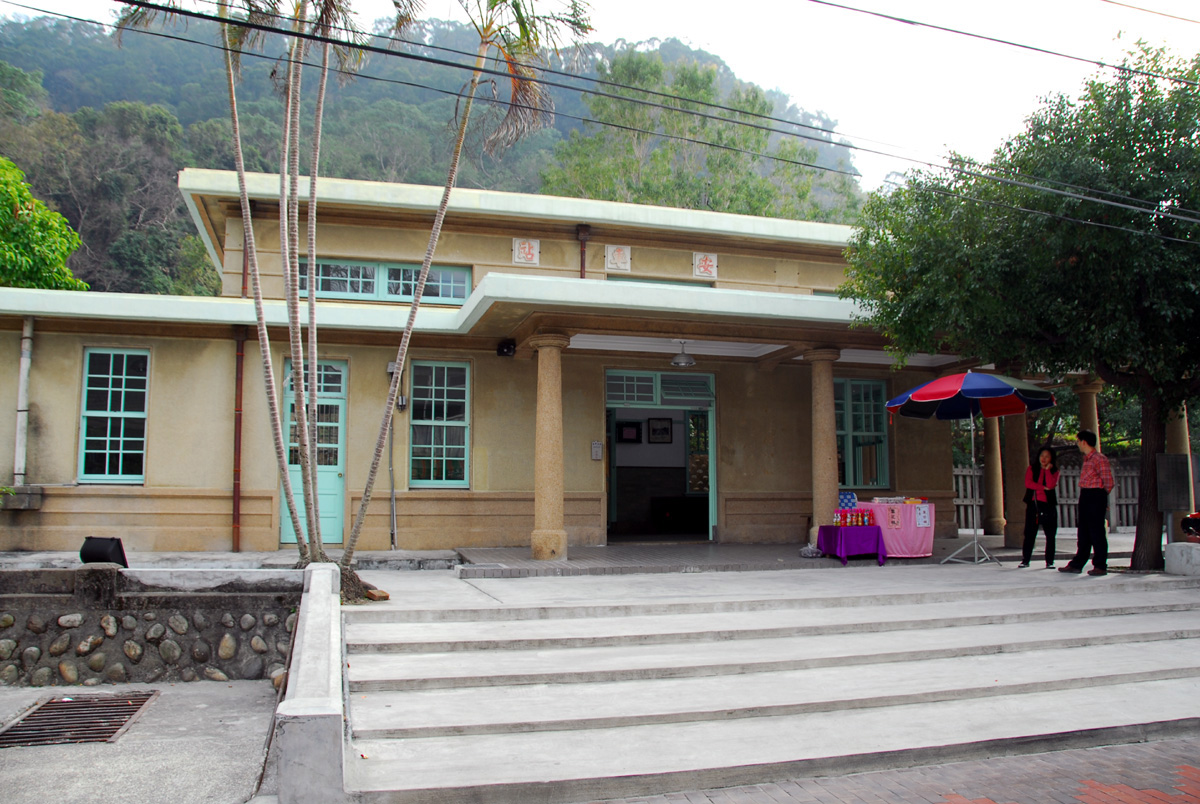
旧泰安駅

| 種別     | 路線名称     | その他        |
| -------- | ------------ | ------------- |
| 鉄道     | 台中線       | 后里駅 泰安駅 |
| 高速道路 | 中山高速道路 | 后里IC        |
| 省道     | 台13線       |               |

## 観光
- 台中線震災復興記念碑
- 旧山線泰安駅跡
- 日月神木（中国語版）
- 毘盧禅寺（中国語版）
- 后里馬場（中国語版）

張連昌サクソフォン博物館

- 麗宝楽園（中国語版） (旧称 月眉育楽世界)
- 台糖月眉観光工場（中国語版）
- 后豊鉄馬道（中国語版）
- 大安渓鉄橋
- 張連昌サクソフォン博物館（英語版）